# コンテナリゼーション

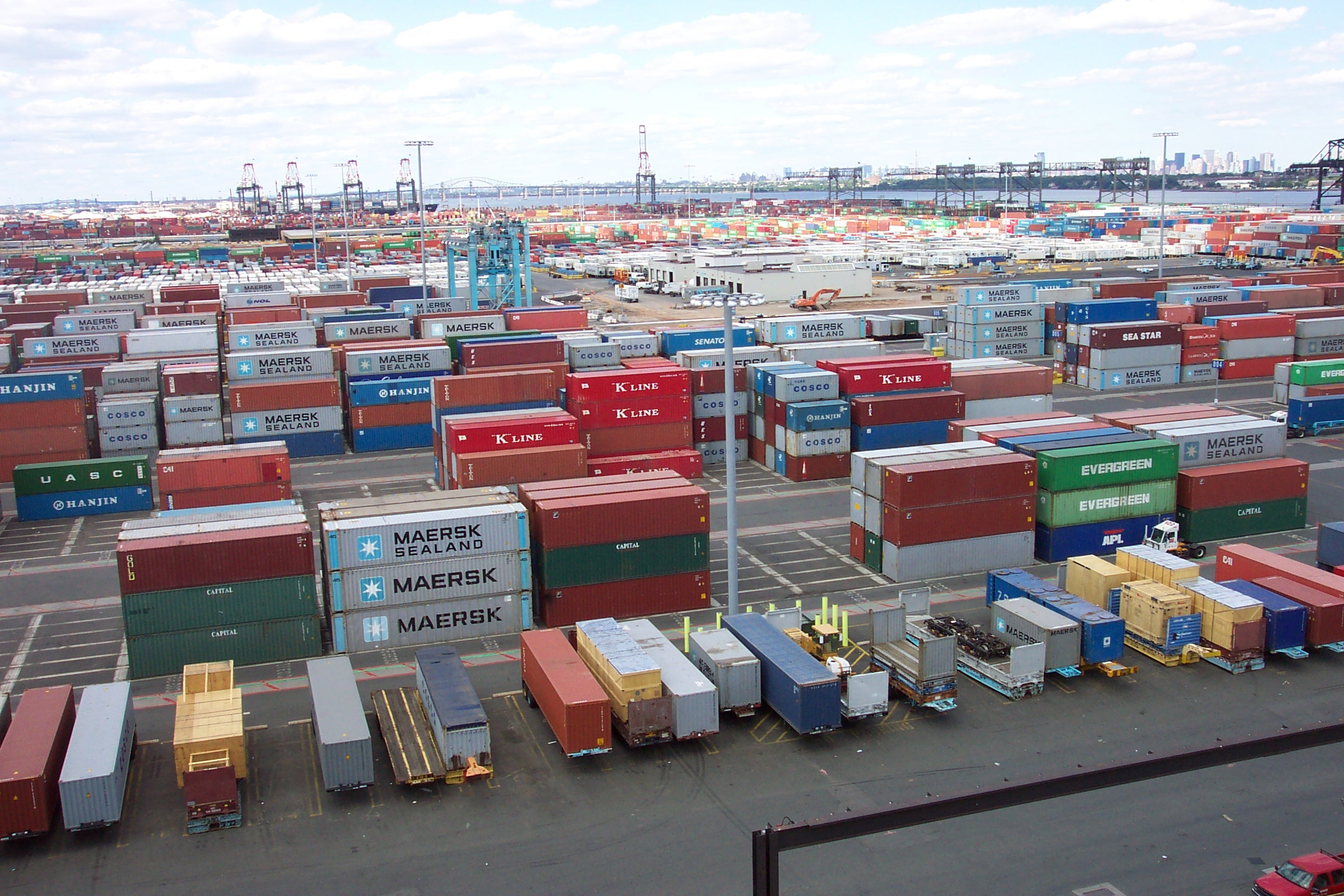
ニューアーク港・エリザベス海上ターミナルの輸送コンテナ。米国ニュージャージー州

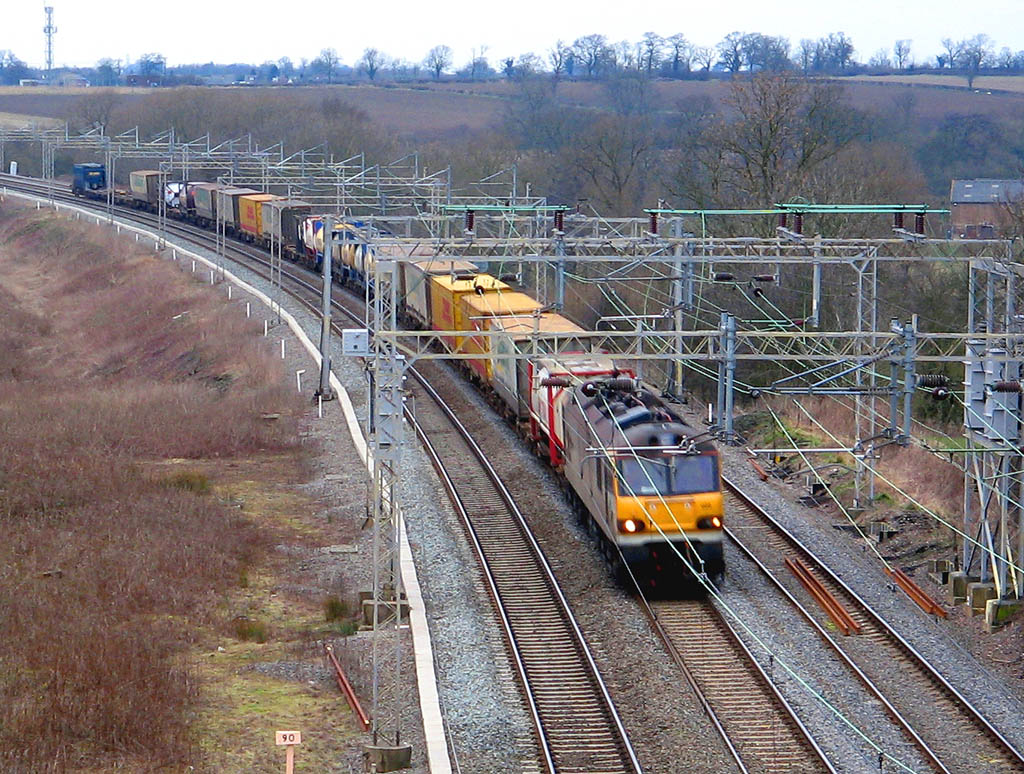
ウェスト・コースト本線を走るコンテナ車。英国ヌニートン近郊

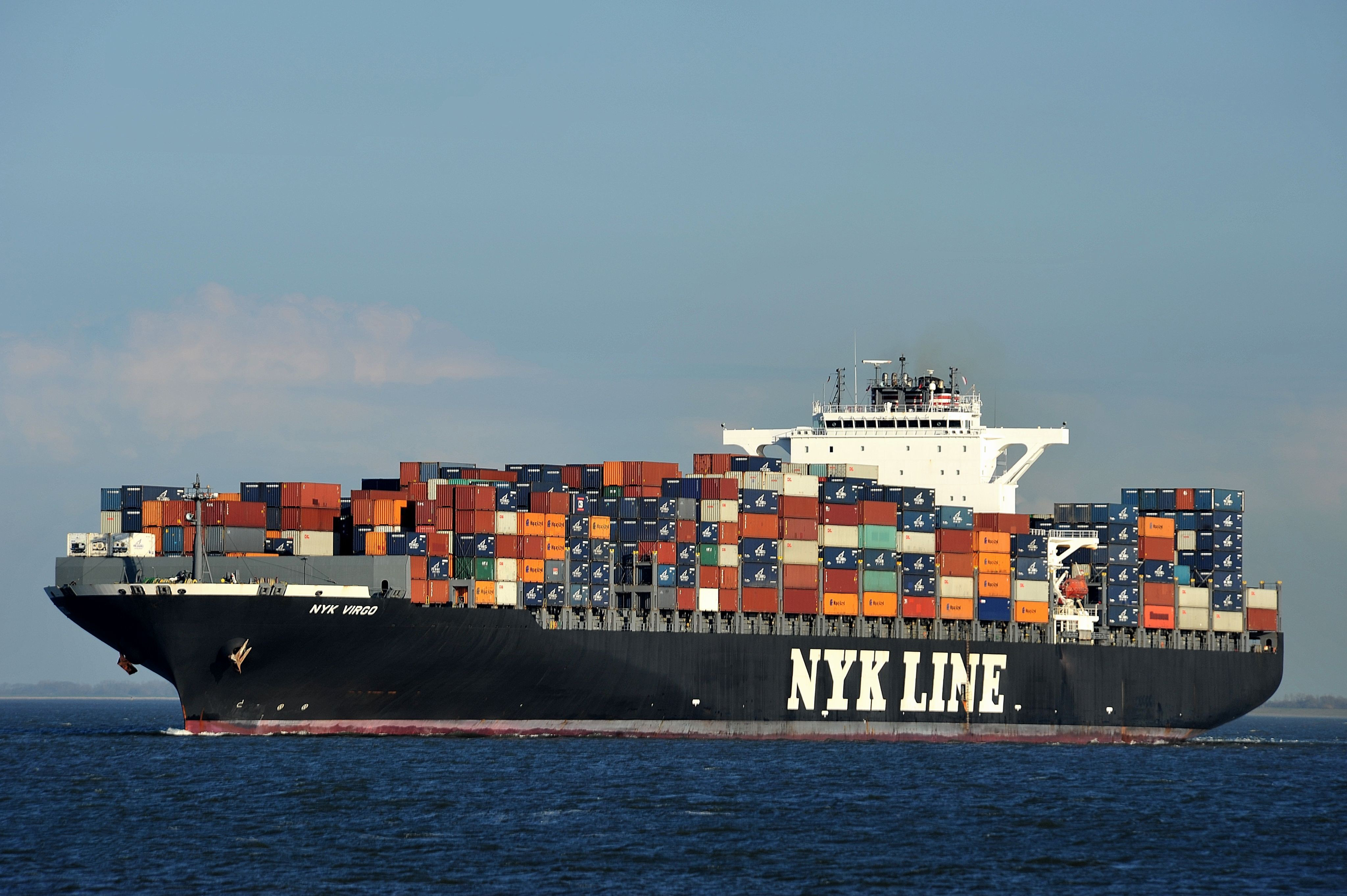
洋上のコンテナ船。ドイツクックスハーフェン付近

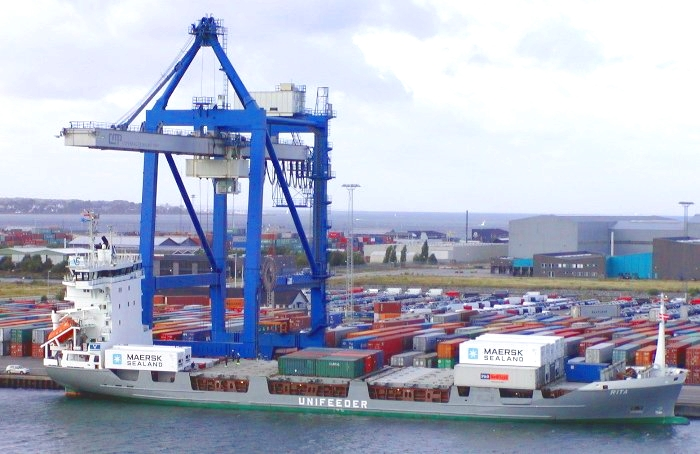
コンテナ用クレーンによる荷役が行われているコンテナ船。コペンハーゲン港

コンテナリゼーション（英:containerization）、コンテナ化とは、定規格の輸送コンテナに大小様々な貨物を積み込んで、コンテナごと一斉に運んでしまう輸送体系のこと。日本国内ではコンテナ輸送と呼ばれることも多い。
コンテナは効率的な荷役および長距離の効率的な輸送が可能であり、ある輸送手段から別の輸送手段（例えばコンテナ船、鉄道輸送のコンテナ車、セミトレーラー）へ開扉することなく移行することも可能である。荷役システムは完全に機械化されているため、全ての荷役がクレーンや特殊なフォークリフトで行われる。全てのコンテナには番号が付されており、コンピューター化システムを用いた追跡が行われる。コンテナは耐候性鋼の素材でできており、メンテナンスの必要性を最小限に抑えている。
コンテナリゼーションによって大半の貨物は手作業で分類したり倉庫に保管しておく必要がなくなり、剥き出しのばら積み貨物をこれまで荷役していた何千人もの港湾労働者に取って代わるものとなった。またコンテナリゼーションは、港の混雑を軽減し、輸送時間を大幅に短縮し、損傷や盗難による損失をも減少させた。コンテナと、それを運ぶための専用船やトレーラーや様々な荷役機器が、輸送の定時性や輸送期間の大幅短縮をもたらし輸送コストを劇的に削減したことで、外国の商品を買うコストも低下し、企業が工場を賃金の安い外国に移転してその製品を輸入することが現実的になった。コンテナ輸送は国際貿易ブームを牽引し、グローバリゼーションの主要因となった。

## 起源
コンテナリゼーション以前、商品は一般的に梱包されることなくばら積み貨物として手作業で取り扱われていた。通常、商品は工場から車両に積み込まれると、港の倉庫に運ばれてそこで荷下ろしされ、次の船を待って保管されていた。船が到着すると、それらは他の貨物と一緒に船の横に移動され、港湾労働者によって船倉に降ろされるなり運ばれてから梱包されていた。船は、与えられた託送貨物を降ろす前に幾つかの港に寄港することもあった。各々の港へ寄るたびに、（目的地が違う）貨物の到着は遅れることになった。配送貨物が一旦、別の倉庫に荷下ろしされてから目的地に配達される場合もあった。複数回に及ぶ荷役と遅延は輸送コストや時間がかかるだけでなく信頼性も低くしていた。
コンテナリゼーションは18世紀後半のイギリスにおける初期の炭鉱地域が端緒となった。1766年、ジェームズ・ブランドリーは石炭をウォーズリーのデルフ採石場からマンチェスターまでブリッジウォーター運河で輸送するために、10個の木製コンテナを備えた箱舟「Starvationer」号を設計した。1795年、ベンジャミン・ウートラムがリトルイートン・ギャングウェイを開設すると、石炭はワゴンに積まれてそれで輸送された。このギャングウェイを行く馬引きのワゴンはコンテナの形をしており、石炭を積んではしけからダービー運河に積み替えることが可能だった。

### 規格化

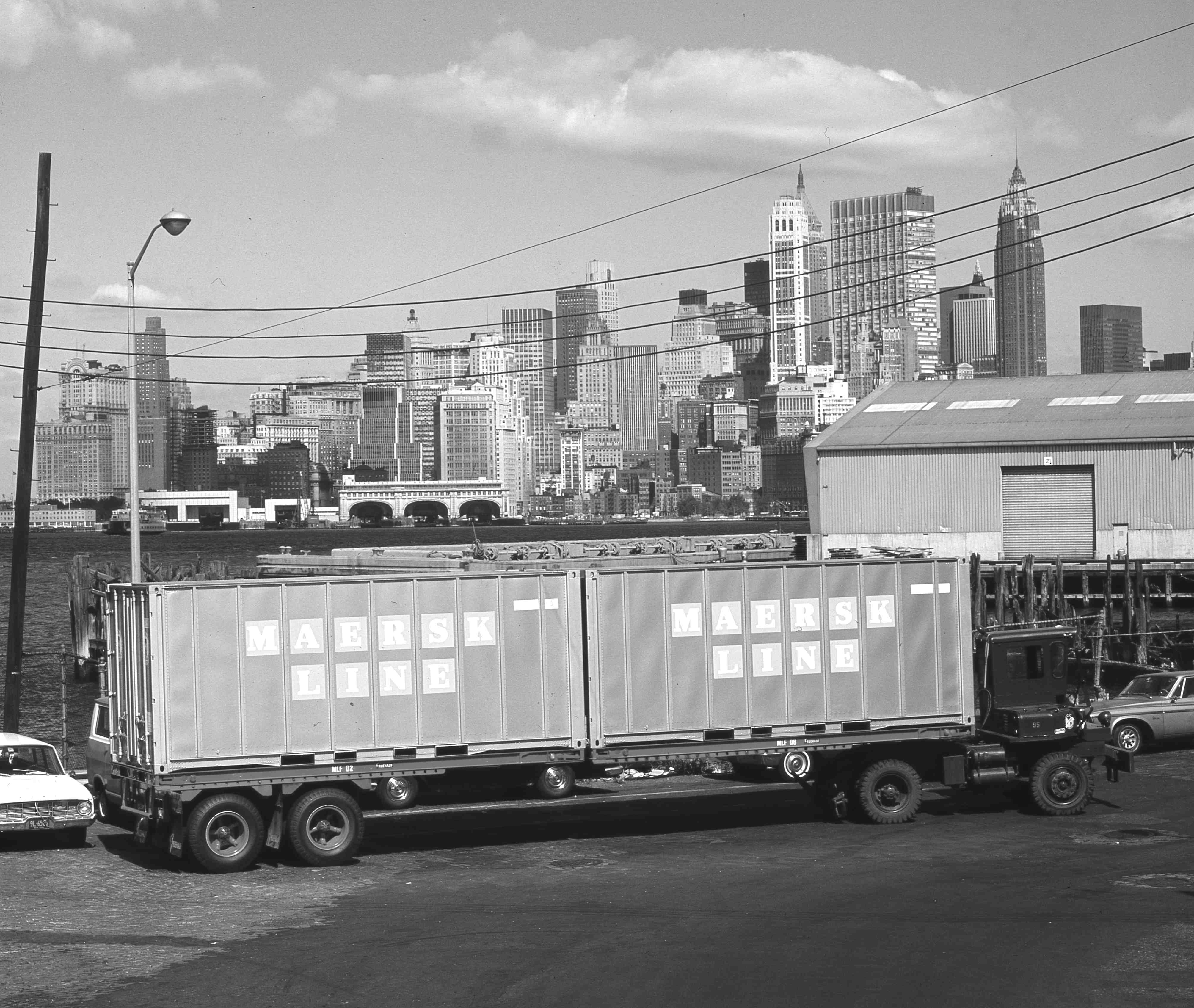
マースク社のコンテナ。1975年

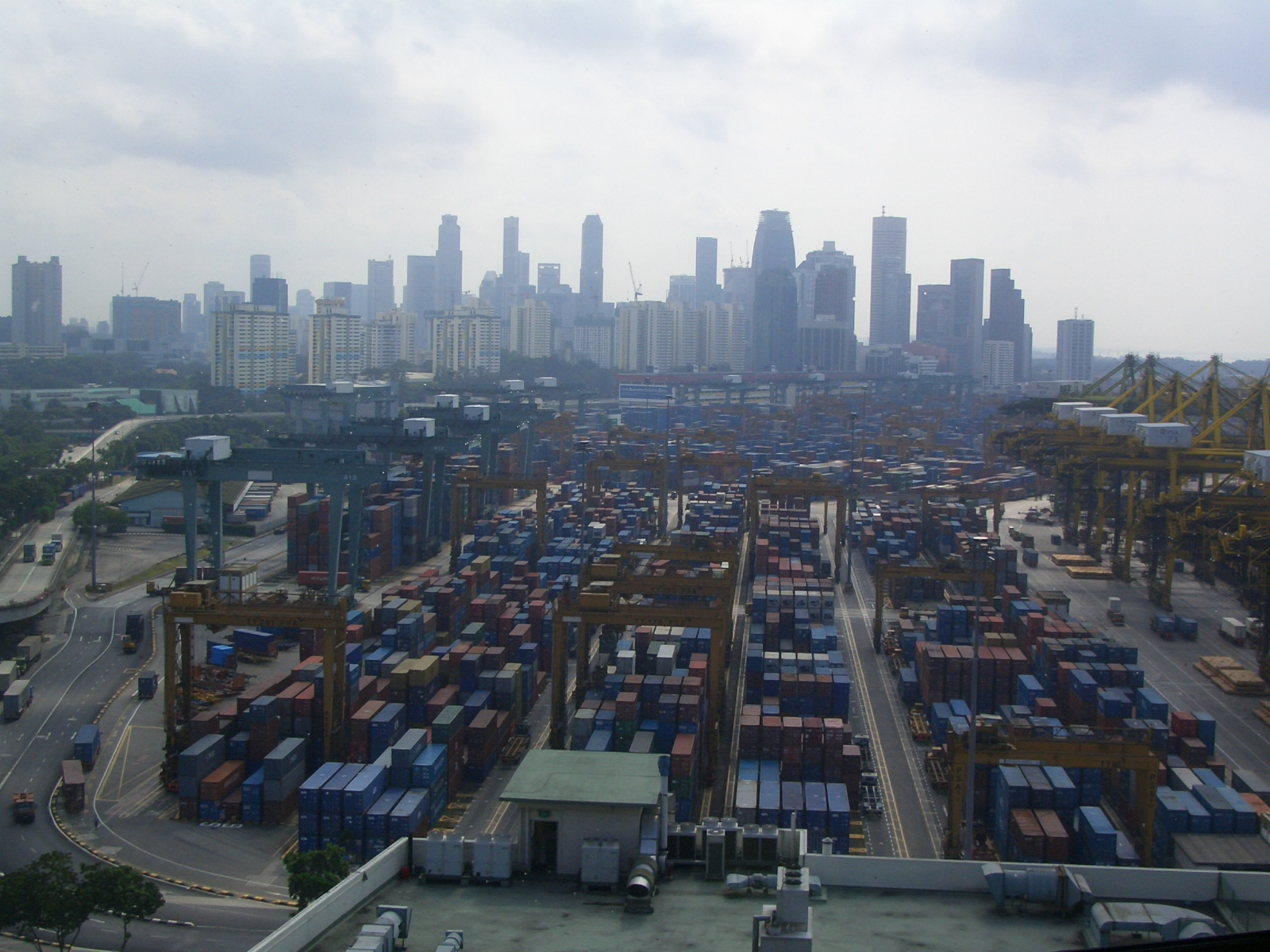
ケッペル港のコンテナ・ターミナル。シンガポール

コンテナリゼーション初頭の20年間に、様々な大きさのコンテナと隅金具が使用された。米国だけでも互換性のないコンテナシステムが数十個あった。最大運用のコンテナでも、マトソン航行会社には24フィート(7.32m)のコンテナがあり、シーランド・サービス社は35フィート(10.67m)のコンテナを使用していた。現存する規格サイズや金具および補強基準は、国際海運会社、ヨーロッパの鉄道会社、米国の鉄道会社、および米国の運送会社間における一連の妥協から発展した。4つの重要なISO（国際標準化機構）勧告によって、世界規模でコンテナリゼーションが規格化された。
- 1968年1月：ISO 668は用語、寸法、定格を定義。
- 1968年7月：R-790は識別マークを定義。
- 1970年1月：R-116は隅金具に関する勧告を行う。
- 1970年10月：R-1897は汎用貨物コンテナの最小内部寸法を設定。

これらの規格に基づいた最初のTEUコンテナ船が日本郵船を船主とする箱根丸 (コンテナ船)であり、1968年に初就航して、752TEUのコンテナを運ぶことが可能だった。
米国では、コンテナリゼーションやその他の輸送の進歩が州際通商委員会(ICC)によって妨げられた。同委員会は、鉄道が独占的な価格設定および料金差別を使用しないようにする目的で1887年に創設されたが、規制の虜の犠牲となった。1960年代まで、荷主が同じ車両で異なる品目を運んだり料金を変更する前には、ICCの承認が必要だった。現在の米国における全統合化システムは、ICCの規制に基づく監視が縮小（そして1995年に廃止）された後にのみ可能となったもので、トラック輸送および鉄道は1970年代に規制緩和され、海運料金は1984年に規制緩和された。
コンテナが鉄道車両上に2段積み上げられる複層貨物鉄道輸送が、米国で導入された。この概念はシーランド社とサザン・パシフィック鉄道によって開発された。最初の独立式複層コンテナ車は1977年7月に納入された。業界標準となる5ユニットのウェルカーは1981年に初めて登場した。当初、これらの複層貨物鉄道車両は普通列車の運行で展開されていた。 1984年にアメリカンプレジデントラインズ社がロサンゼルス-シカゴ間で複層貨物コンテナに特化した列車事業を開始して以降、その輸送量は急速に増加した。

## 21世紀

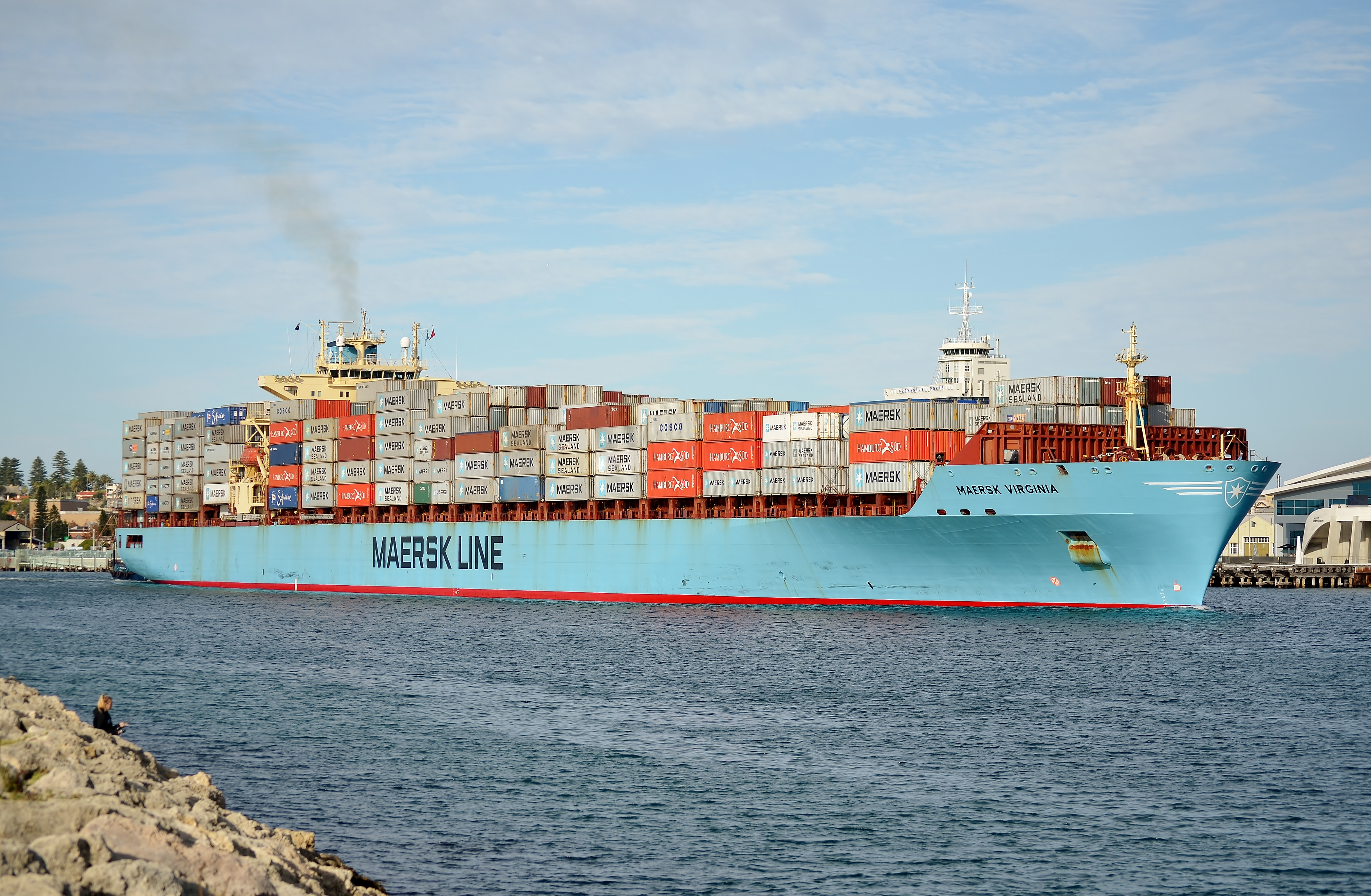
マースク社のコンテナ船が出航するところ。フリーマントル (西オーストラリア州)にて

2009年時点で、世界中の非ばら積み貨物の約90％が輸送船に積まれたコンテナによって運ばれており、全コンテナ積み替えの26％が中国で行われている。例えば、2009年に中国では105,976,701台の積み替えがあり（香港を除く国際および沿岸の両方）、香港では21,040,096台（リストで別記載）、そして米国では34,299,572台だった。2005年、約1800万台のコンテナが年間2億回以上の旅をした。 2006年8月に就航したEmmaMærsk号のように、14,500以上の20フィートコンテナ(TEU)を積載できる船もある。ある時、コンテナ船はインド洋と太平洋を結ぶ世界で往来の最も激しい輸送レーンの1つであるマラッカ海峡の深さによってのみサイズが制限されると予測されたりもした。このいわゆるマラッカマックスは、船舶を全長470m×幅60mの寸法までにサイズ制限している。
ただし、当初はコンテナリゼーションが海運業界に与える影響の程度を殆ど予見できなかった。1950年代にハーバード大学の経済学者ベンジャミン・チニッツは、コンテナリゼーションが工業製品を他地域よりも安く米国南部に出荷できるようになることでニューヨークに利益をもたらすと予測したが、彼はコンテナリゼーションが海外からのそうした商品の輸入を安くするとまでは予想しなかった。コンテナリゼーションの経済的研究の大半は、海運会社が古い輸送形態をコンテナリゼーションに置き換えるようになると単純に決め込んだだけで、コンテナリゼーションのプロセス自体が生産者の選択にもっと直接的な影響を与え、総貿易量を増加させるとまでは予測しえなかった。
ISO規格コンテナの普及は他の貨物輸送規格にも変更をもたらし、着脱可能なトラックボディやスワップボディが規格サイズおよび形状へと徐々に強制（積み上げに必要な強度はないが）されていき、ISOコンテナや商用車に適合する貨物パレットの世界的な使用へと完全に移り変わっていった。
貨物の安全性向上も、コンテナリゼーションの重要な利点である。ひとたび貨物がコンテナに積み込まれたら、目的地に着くまで再び触られることがない。偶然通りかかった人からは（コンテナ内部の）貨物が見えないため、盗まれる可能性が低い。通常、コンテナのドアは封鎖されているため不正開放がより明確となる。一部のコンテナには電子監視装置が装備されており、ドアが開いた時に起こる気圧変化を遠隔監視することが可能である。このことが海運業界を長年悩ませてきた盗難事案を減少させた。近年の開発はセキュリティをさらに強化するためインテリジェントな物流最適化の使用に焦点を当てている。
世界中で同じ規格サイズのコンテナを使用することは、様々な国で互換性のない軌間サイズよって起こる問題を軽減させた。 世界の鉄道網の大部分は、標準軌で知られる1,435mmの軌間で運行するが、広軌を採用する国（ロシア、インド、フィンランド、リトアニアなど）も多く、アフリカや南米などの他地域では鉄道網に狭軌を採用している。これら全ての国でコンテナ列車を採用したことで、軌間の異なる列車間の積み替えが容易になった。
20フィートまたは40フィートのコンテナを使って自家用車ほかの各車両を海外に出荷することが一般的な方法になった。ロールオン-ロールオフ方式の車両輸送とは異なり、携帯品を車両と共にコンテナに積み込むことができ、国際間輸送が容易になった。

## コンテナ規格

### ISO規格
一般的な全長規格が5つある。（ft=フィート）
- 20ft (6.10m)
- 40ft (12.19m)
- 45ft (13.72m)
- 48ft (14.63m)
- 53ft (16.15m)

米国の国内標準コンテナは一般的に48ftと53ft（鉄道およびトラック）である。コンテナ容量は20ft相当単位(TEU)で表される。この換算単位は20ft規格コンテナ（長さ20ft(6.10m)×幅8ft(2.44m)）に積み込める貨物容量の尺度である。これは概算値であるため、箱の高さは考慮されていない。例えば、高さ2.90mのハイキューブでも高さ1.30mのハーフハイトでも、長さが20ftのコンテナはTEUと呼ばれる（詳しくはTEU#様々なコンテナの容量とTEUを参照）。米国では過去10年間で48ftコンテナが段階的に減っていき、53ftコンテナが優勢となった。
20ftのドライカーゴコンテナ（液体を積まない通常貨物用コンテナ）の最大総質量は当初24,000kgに、40ftコンテナは30,480kgに設定（高さ2.90mのハイキューブ含む）された。コンテナの空荷時質量を考慮すると、最大積載量は20ftの場合で約22,000kg、40ftコンテナでは27,000kgに減少する。
2005年には最大積載が30,480kgに増加し、その後さらにISO規格668の改正（2013年と2016年の2回）により、全サイズで最大36,000kgにまで増加した。
ISOコンテナの高さ8フィート(2.44m)という当初の選択は、若干の修正が必要となったが、鉄道トンネルの大部分に合うように造られた。現在の標準は高さ8フィート6インチ(2.59m)である。さらに高いハイ・キューブ・コンテナでは9フィート6インチ(2.90m)に達し、鉄道車両が2段積みになったため、鉄道積荷限界ゲージ寸法のさらなる拡大が必要とされている

### 航空貨物用コンテナ

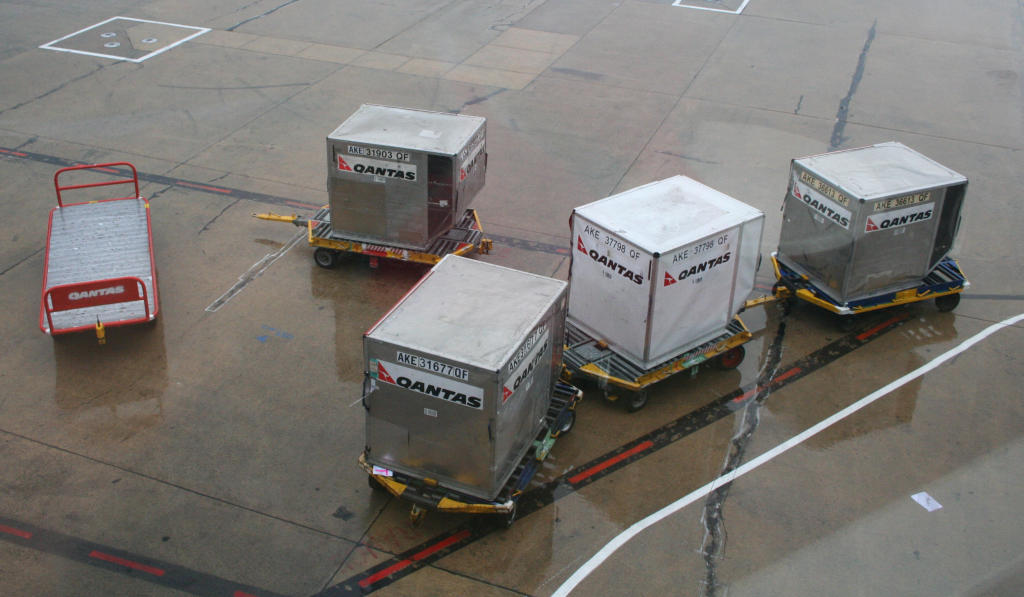
複数個あるLD8型の航空貨物用コンテナ

主要航空会社は、航空機および関連する地上の積み込み機器用にカスタム設計されたコンテナを使っているが、国際航空運送協会は、最大11.52m3というアルミニウムコンテナ規格のサイズ設定を作った。

### その他のコンテナシステム規格
その他のコンテナシステムを幾つか（年代順に）挙げると、次のとおり。
- (1922) NYCコンテナ[14]
- (1924) von-Haus-zu-Haus（「家から家へ」ドイツ）[15]
- 日本の鉄道コンテナ。日本貨物鉄道が使用するコンテナ（詳細はJR貨物のコンテナ形式を参照）。
- (1925) Mack[16]
- (1927) 英国鉄道のコンテナ[17][18][19]
- (1928) ヴィクトリア鉄道 - 冷凍コンテナ[20]
- (1929) 国際コンペティション[21]
- (1930) GWRコンテナ[22]
- (1931) 国際商業会議所[23]
- (1933) 国際コンテナ事務局[24][25]
- (1936) 南オーストラリア鉄道 ウーズレイの軌間相違[26][26]
- (1946) クイーンズランド鉄道 のミルクコンテナ-2000英ガロン(9100L)軌陸車[27]
- (1978) RACE（オーストラリア）-僅かに広いオーストラリア標準パレットに合わせてISOコンテナより僅かに広い
- (1994) ACTS-鉄道と道路による複合輸送用ローラーコンテナ（中央ヨーロッパ）
- (1998) PODS
- (2005?) SECU（スウェーデン、フィンランド、イギリス）-95トン（93トン、105トン）の大型コンテナ。
- パレット・ワイド・コンテナは欧州で使用されており、長さ(45,40,20フィート)と高さはISOコンテナ同様だが、外幅が2.484mで内部幅がユーロパレットにより良く適合するよう2.420mとなっている[28]。それらは欧州内での輸送を目的としており、その多くは船で受け入れられている。

## コンテナ積載

### FCL
FCL(full container load)は、荷主1人で届け先も1か所だけという責任負担で積み下ろしが行われるISO規格コンテナである。実際には、コンテナ全体が届け先1か所宛てのものを意味する。FCLコンテナの輸送は、同じ重量のばら積み貨物よりも低い運賃になる傾向がある。FCLは許容最大重量または最大容量まで積載されたコンテナの利用を意図したものであるが、海上貨物における実際のFCLは常に完全な有効荷重または容量を意味するわけではない。多くの企業は、他の商品とコンテナを共有する場合と比較して、物流の簡素化およびセキュリティを向上させるために「ほぼ」満載のコンテナを単一コンテナ積載にする傾向がある。

### LCL
LCL(Less-than-container load)は、標準の貨物コンテナを満たすのに十分な大きさではない貨物のこと。LCLの貨物は多くの場合、最終目的地に向かう途中にある中間の鉄道ターミナルで、異なる鉄道車両に振り分けられて再配送されている。
LCLとは「カーロード・レートを適用する必要量よりも少ない貨物量を言う。インターモーダル・コンテナの可視容量または定格容量を満たす量よりも少ない貨物量」でもある。それはまた「輸送用コンテナを一杯にするには非効率的な貨物の荷送」とも定義ができる。「それはコンテナフレートステーションで、コンテナ内の同じ目的地の別の託送品と一緒にされている」（混載輸送）。

## 諸問題

### 危険
禁制品の密輸にはコンテナが使われている。動いているコンテナは数が膨大なため、大部分のコンテナは決して検査対象とならない。近年は、テロリストやテロ活動の素材を検出できない国に輸送するのにコンテナが使われる恐れがあるとの懸念が高まっている。米国政府はコンテナ・セキュリティ・イニシアティブ(CSI)を推進している。これは危険度の高い貨物がなるべく出発港で検査または（X線での）スキャンが行われることを意図したものである。

### 空きコンテナ
コンテナは常時使用を意図されており、これまでの貨物が空になった直後に新たな目的地に向かう新しい貨物が積み込まれる。これが常に可能とは限らず、場合によっては、空きコンテナを使用可能な場所に輸送するコストのほうが使用済みコンテナの価値よりも高いと考えられたりもする。 海運会社やコンテナリース会社は、空きコンテナを米国西海岸など需要の低い地域から中国などの需要の高い地域に再配置する専門家になっている。港の後背地内に再配置することが近年の物流最適化作業の焦点にもなっている。 ただし、破損したり廃棄されたコンテナは、コンテナ構造物（コンテナ建築の素材）という形でリサイクルしたり、中身の鋼鉄を回収するリサイクルも行っている。 2010年夏は、不況後に輸送量が増加したためコンテナの世界的な不足が起こった一方、新しいコンテナの生産は大部分が止まっていた。

### 海での紛失

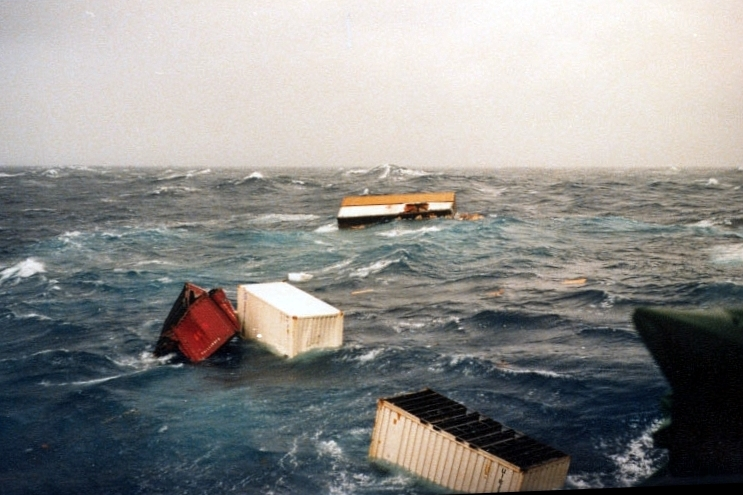
ハリケーンで船外の北大西洋に落ちたコンテナ（1980年冬）

コンテナは時として、一般的には嵐の時に、船から落下することがある。報道メディア資料によると、毎年2,000から10,000のコンテナが海上で紛失している。世界海運評議会が各運送会社を調査したところ、この主張はひどく上乗せされており、海上での紛失は毎年平均350コンテナで壊滅的な出来事があった場合に675コンテナと算出した、と同評議会は述べている。紛失具体例では、2006年11月30日、ノースカロライナ州のアウターバンクスにコンテナ1個が岸に打ち上げられ、そこには貨物のドリトスが何千袋もあった。荒海で紛失したコンテナは貨物や波によって破壊され、すぐに沈むことが多い。全てのコンテナが沈むわけではないが、水面から非常に高く浮くことは滅多になく、それらを検出するのが困難な輸送上の危険になっている。紛失したコンテナの漂流は、海洋学者にとって地球規模の海流研究となり、中でも貨物のアヒルちゃん(Friendly Floatees)を追跡するという望外な事案も起きた。
2007年、国際海運会議所と世界海運評議会はコンテナ保管の実施基準に関する研究を開始した。これにはパラメトリック横揺れ、より安全な積み重ね方、コンテナの荷印、うねりが大きいデッキ上の貨物のセキュリティに関する乗組員の訓練などが含まれる。
2011年、MV Rena号がニュージーランド沖で座礁した。船がせり上がるにつれてコンテナの一部が失われ、他のコンテナは不安定な角度で船上に残った。

### 労働組合の課題
コンテナ革命における最大の闘争の幾つかはワシントンD.C.で繰り広げられた。1970年代初頭、鉄道と海運を組み合わせた料金を見積もる許可を獲得した運送業者ではインターモーダル輸送が大幅に増加した。その後、船舶を運航しない一般運送業者は、桟橋外の場所でコンテナ詰め込みや荷出しに労働組合労働者を使用することを要求してくる契約を無効とする米国最高裁判所の判決が出て、この長い法廷闘争に勝訴した。

## その他のコンテナ活用

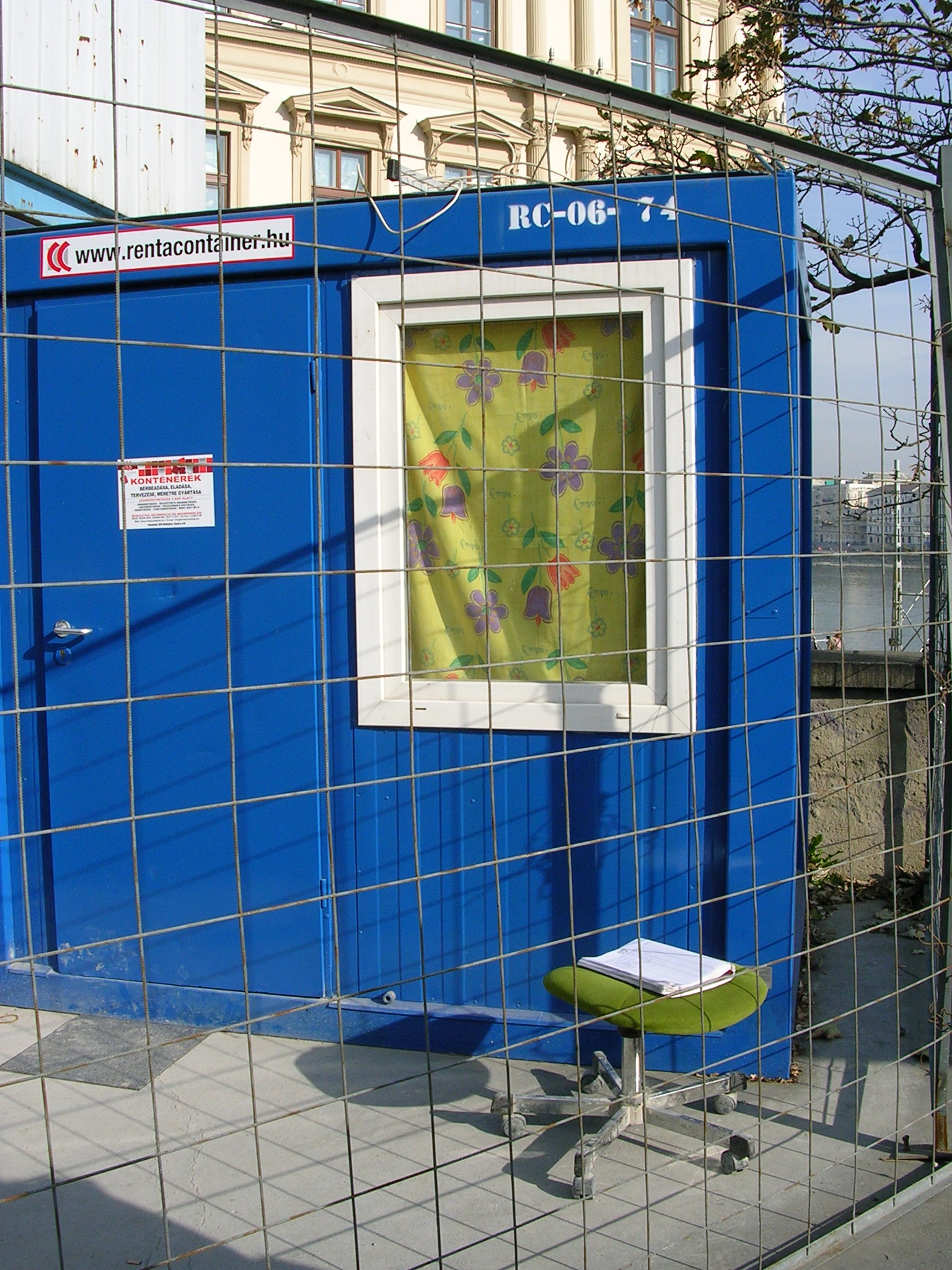
建築現場で事務所として使用される改造コンテナ

コンテナ構造物は、一時的あるいは恒久的な住宅として、本館ないし小屋または作業場として、人々の住宅その他機能的建物の基礎としてコンテナを使用するものである。コンテナは商工業において物置や保管エリアとしても使用されうる。
アムステルダムにある テンポハウジング 社は、個々の住宅ユニット用コンテナを積み重ねる工法を行っている。
コンピューターのデータセンターの収容にもコンテナが使われ始めているが、これらは一般的に特殊なコンテナである（詳しくはデータセンター#コンテナ型データセンターを参照）。
現在では、特定目的の役割を担うべくコンテナを改造して欲しいとの要請が増えている。その結果、記録保管ラック、警備事務所や食堂や乾燥室にする目的の内張りや暖房や照明やコンセント、家具保管向けの結露制御、より重い物体を保管する傾斜台など、様々な用途に合わせたコンテナ専用の調度品が使えるようになった。コンテナはまた、機器の保管庫、期間限定カフェ、展示ブース、警備小屋などを提供する目的でも作り変えられている。
公共コンテナライズ輸送 は、道路以外の旅客輸送を行う個別コンテナとして機能するよう自動車を改造する概念であるが、まだ現実導入されていない。
ACTSローラーコンテナ規格は、ヨーロッパ一帯でコンテナ型消防設備(en)の基盤となっている。

## BBCの追跡プロジェクト
2008年9月5日、BBCは世界中を移動する輸送コンテナを追跡することで、国際貿易とグローバリゼーションを研究する1年間のプロジェクトに着手した。

## フィジカルインターネット

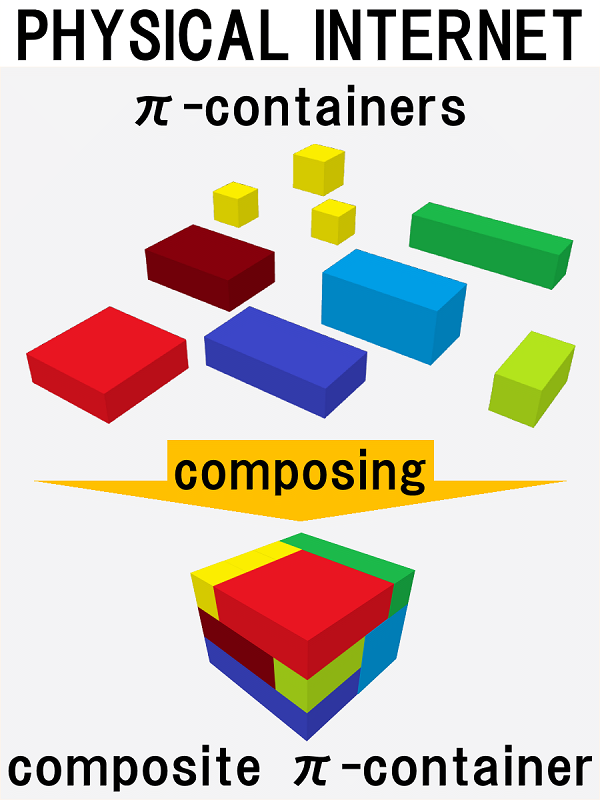
標準化されたPI(π)コンテナ

輸送コンテナと同じ考え方で、PI(π)コンテナによるモジュールの標準化により混載、積替えが容易になる。この輸送用モジュールにより効率的に輸送を行う。